# Jim Rooney
Jim Rooney, né le 28 janvier 1938 à Boston, est un guitariste, chanteur et producteur de musique Americana (Country, folk américain, bluegrass), également écrivain, auteur-compositeur, coordinateur de talents, ingénieur du son. 
Pionnier du « Folk revival », et partenaire du banjoiste Bill Keith, Il est surtout connu à partir des années quatre vingt pour son activité de producteur de musique. Il a notamment produit plusieurs albums de Nanci Griffith, en particulier son plus grand succès commercial : Other Voices, Other Rooms, qui lui a valu le Grammy Award 1993 du meilleur album folk contemporain, pour lequel Jim Rooney a également reçu un Grammy Award pour la production. En reconnaissance de sa contribution à la musique Americana, Rooney a reçu un prix pour l'ensemble de sa carrière de la part de l'Americana Music Association en 2009 .

## Chanteur pionnier du genre «Americana»
Rooney a été un pionnier du genre que l'on allait appeler Americana. Collégien à la prestigieuse école privée Roxbury Latin School (en) à Boston, il découvre la musique bluegrass avec les Confederate Mountaineers (les frères Lilly (en) Bea et Everett, Tex Logan (en) et Don Stover (en). A la radio, il est séduit par la musique et la voix du chanteur country Hank Williams. Il achète sa première guitare en 1954, qu'il pratique en autodidacte. En 1956, il entre à l'Amherst College comme étudiant en lettres. C'est la qu'il rencontre un banjoiste débutant nommé Bill Keith, qui révolutionnera le banjo bluegrass et qui sera episodiquement son partenaire toute sa vie. Après avoir obtenu son diplôme de l'Amherst College en 1960, il a ensuite suivit un master en littérature classique à l'université de Harvard .
En 1962, les deux partenaires enregistrent un Album avec le mandoliniste Joe Val: Bluegrass Livin' on the Mountain chez Prestige Folklore. En 1964, alors que Bill Keith est engagé pour un an par le « père du Bluegrass » Bill Monroe, une bourse Fulbright, lui permet de séjourner en Grèce pendant un an. A son retour, il met fin à ses études et accepte le poste de gérant du Club 47, un célèbre café situé à Harvard Square, à Cambridge où Bill Keith et lui s'étaient produits en 1962. Jim Rooney a ensuite profité de son expérience au Club 47 pour décrocher une série d'emplois dans la gestion de festivals, comme le New Orleans Folklife à Washington et surtout le Festival de folk de Newport. Il joue et chante occasionnellement avec Bill Keith, comme à Newport en 1965.
En 1969, Bill et Jim Rooney devaient donner un concert à l’église Washington Square de New York. A cette occasion, ils se sont associés avec le multi-instrumentiste Eric Weissberg et le violoniste Richard Greene (en) Après ce concert, les musiciens se sont vu offrir l’opportunité de signer avec Warner Brothers Records pour un album qui sera intitulé: Sweet moments with the Blue Velvet Band. 
Au début des années 1970, Jim Rooney s'est installé à Woodstock, dans l'État de New York, pour gérer le Bearsville Studios (en) d'Albert Grossman (en) .A Woodstock, il retrouve Bill Keith et d'autres musiciens, parmi lesquels: Artie et Happy Traum, John Herald (en), Maria Muldaur. Ce groupe de voisins enregistre en 1972 Mud Acres : Music Among Friends (publié par Rounder Records). Dans les années 1974-1976, Bill Keith et Jim Rooney tournent en Europe, où ils enregistrent sur les deux albums Banjo Paris Session. En 1975, Jim Rooney enregistre son premier album solo One day at the Time pour Rounder Records et participe ensuite à l'enregistrement du premier album de Bill Keith en 1976. Il déménage ensuite à Nashville en 1976 pour travailler comme ingénieur du son pour Jack Clement, propriétaire du studio d'enregistrement du Cowboy Arms Hotel & Recording Spa. Durant cette période, Jim Rooney fera occasionnellement des concerts dans des festivals, et enregistre deux disques: Ready For The Times To Get Better et Brand New Tennessee Waltz. 
Au début des années quatre vingt, Il reforme pour quelques concerts occasionnels The Blue Velvet Band, sous le nom de New Velvet Band, avec Kenny Kosek au fiddle (à la place de Richard Greene, qui vit en Californie). Il effectue également deux tournées en Europe avec Bill Keith. d'abord avec Peter Rowan (en), puis ils se produisent an 1985 au Cambridge Folk Festival (UK) avec le violoniste Mark O'Connor dont c'est la première venue en Europe.

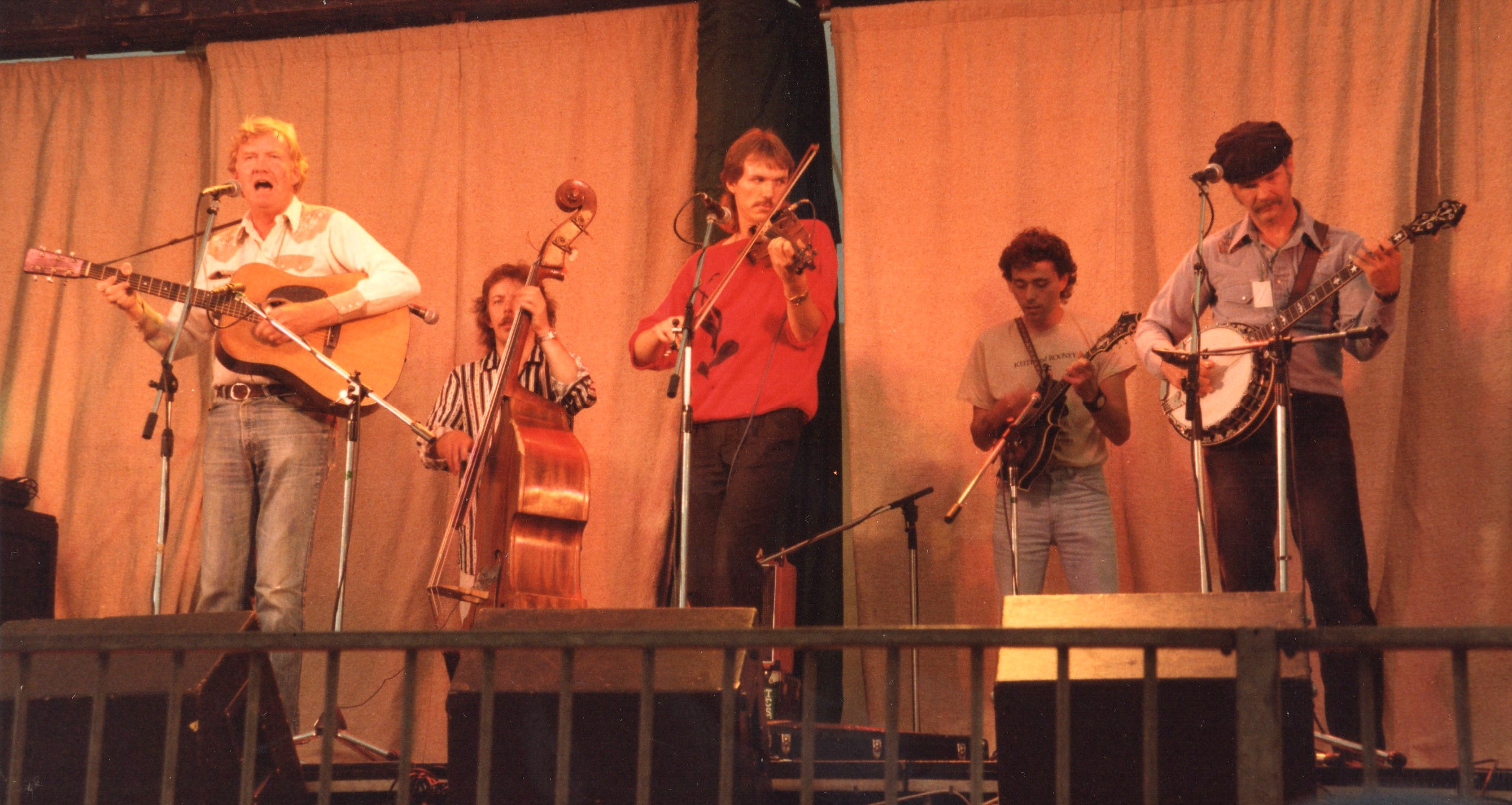
Jim Rooney, Mark O'Connor, Bill Keith + others, Cambridge 1985

Jim Rooney a également participé aux deuxième et troisième albums solo de Bill Keith : banjoistic (Rounder, 1984) et Beating Around The Bush (Green Linnet, 1993). Dans les années 2000, Jim Rooney a continué à travailler de manière occasionnelle avec un groupe appelé Rooney's Irregulars. Il s'agit d'un groupe tournant parmi les meilleurs musiciens et auteurs-compositeurs de country/folk de Nashville, réunis en un supergroupe, qui « se retrouvent pour jouer au Station Inn et/ou au Third and Lindsley à l'occasion des retours de Jim Rooney à Nashville. Ils ont en commun de faire partie d'un groupe d'artistes et de musiciens de studio associés à Cowboy Jack Clement et à l'équipe de producteurs et d'ingénieurs qui ont grandi sous sa tutelle ». Deux  albums ont été enregistrés : My Own Ignorant Way (2003) et Farewell to the Tracks (2007).

## Producteur de disques
A partir des années quatre-vingt, il devient producteur de disques, principalement centré sur les musiques folk et country, et plus largement ce que l'on appelle l'americana. Parmi de nombreuses productions, on trouve en particulier trois albums de Peter Rowan (en), pour Sugar Hill Records: Walls of Time (1982), The First WhipporWill (1985, consacré à des morceaux de Bill Monroe, avec la participation de Bill Keith) et Bluegrass Boys (1996); six albums de John Prine (entre 1984 et 2000), quatre albums de Tom Paxton (entre 1994 et 2008) un album de Townes Van Zandt (At My Windows, 1987, co-produit avec Jack Clement), parmi d'autres.
Ses collaborations les plus longues et les plus significatives concernent plus particulièrement Iris DeMent (huit albums entre 1992 et 2010) et Nanci Griffith, avec trois albums qui ont marqué sa carrière: Once in a Very Blue Moon (en) (1984) The Last of the True Believers (1986, nommé au Grammy Award) et Other Voices, Other Rooms (en) (1993) qui a été son plus grand succès commercial, et lui a valu en 1993 le Grammy Award du meilleur album de folk contemporain, pour lequel Jim Rooney au également reçu un Grammy Award pour la production.
« Jim Rooney est la première raison pour laquelle j'ai une carrière », déclare Nanci Griffith. « Il m'a donné confiance en mon écriture, l'inspiration pour écrire, et m'a donné les petites annonces pour chercher un appartement à Nashville ». Pour le maître du banjo Béla Fleck, qui a participé à ces 3 disques de Nanci Griffith :

« les sessions de Nancy ont toujours été un exercice consistant à appeler des musiciens fantastiques avec la bonne esthétique et à leur laisser la bride sur le cou. J'ai beaucoup appris en voyant comment il (Jim Rooney) les dirigeait avec le moins d'intervention possible - tout en obtenant un son très naturel - et en permettant à chacun d'utiliser son propre bon sens. Il est tout simplement très ouvert et naturel - souvent assez drôle - et fait confiance aux personnes avec lesquelles il travaille. Son esthétique semble reposer sur la recherche de la vérité musicale dans une situation donnée »

## Écrivain, vie personnelle
Jim Rooney est aussi écrivain, auteur de trois ouvrages sur la musique folk et americana, dont une autobiographie. Après sa carrière de producteur, il retourne en Nouvelle-Angleterre, où il épouse Carol Langstaff, danseuse et promotrice artistique, et s'installe dans une maison de campagne construite en 1805. Il a enregistré une série d'émissions de radio, In It For The Long Run, pour WEVR-FM, une station de radio communautaire à South Royalton, dans le Vermont. Il partage son temps entre Nashville, le Vermont et le comté de Galway, en Irlande.

## Distinctions
- En 1993 un Grammy Award pour la production de Other Voices, Other Rooms, de Nanci Griffith
- En 2009, Rooney a reçu un prix pour l'ensemble de sa carrière de la part de l'Americana Music Association[1].
- En 2012, le Boston Bluegrass Union (BBU) Heritage Awards (2012), catégorie « Musicien », a été gagné par Bill Keith et Jim Rooney, mention Pioneering Boston-Based Bluegrass Performers[14].
- En 2016 il reçoit un Lifetime Distinguished Achievement Award de l'International Bluegrass Music Association (IBMA)[15].

## Publications
- Bossmen : Bill Monroe and Muddy Waters JRPbooks (1971 ; réédité en 2012  (ISBN 9780810461062))
- Baby Let Me Follow You Down : The Illustrated History of the Cambridge Folk Years University of Massachusetts Press (avec Eric Von Schmidt) (1979 ; réédité en 1994:  (ISBN 9780870239250)).
- In It for the Long Run : A Musical Odyssey (autobiographie) University of Illinois Press (2014  (ISBN 9780252079818))

## Discographie commeartiste[16]

### Discographie personnelle
- 1962 Bluegrass Livin' on the Mountain, (avec Bill Keith) Prestige Folklore FL 14002
- 1969 Sweet Moments With The Blue Velvet Band, Warner Bros. - Seven Arts Records WS 1802 (avec Bill Keith, Eric Weisberg, Richard Greene)
- 1975 One day at the Time Rounder
- 1980 Ready For The Times To Get Better, Appaloosa, AP004
- 1980 Brand New Tennessee Waltz, Appaloosa, AP012

(2 derniers albums réédités en CD en 1994 AP067-2) 
- 2003 My Own Ignorant Way, Jim Rooney & Rooney's Irregulars
- 2007 Farewell to the Tracks, Jim Rooney & Rooney's Irregulars

### participations
- 1972 Mud Acres, Music Among Fiends, (collectif), Rounder, 3001
- 1975,1977 Banjo Paris Session, vol 1 et 2 (avec Bill Keith, Pierre Bensusan) Cezame
- 1976 Bill Keith, Something Auld, Something Newgrass, Something Borrowed, Something Bluegrass (1976) Rounder - CD 0084, 1998
- 1977 Mud Acres: Woodstock Mountains: More Music From Mud Acres, (collectif), Rounder 3018
- 1981 Mud Acres: Woodstock Mountains Revue : Back to Mud Acres, (collectif), Rounder 3065
- 1985 Rowan, Keith And Rooney, Hot Bluegrass (Waterfront Music – WF 016, enregistré Live en 1980 au Royaume Uni)
- 1984 Bill Keith, Banjoistics, Rounder Select OG US - 148
- 1993 Bill Keith, Beating Around The Bush Green, Linet.

## Principaux albums comme producteur
Iris DeMent
- 1992 	Infamous Angel, Philo/Rounder Records; 1993, Warner Brothers Records
- 1994 My Life, Warner Brothers Records
- 2004, Lifeline, Flariella Records

David Grier (en)
- 1987 Freewheeling, Rounder Records

Nanci Griffith
- 1984 Once in a Very Blue Moon, Rounder Records
- 1986 The Last of the True Believers, Rounder Records
- 1993 Other Voices, Other Rooms, Elektra Records
- 1998 Other Voices, Too, Elektra Records

Tom Paxton
1994 Wearing the Time, Sugar Hill Records
1996 Live: For the Record Sugar Hill Records
2002 Looking for the Moon, Appleseed Records
2008 Comedians and Angels, Appleseed Records
John Prine
- 1984 Aimless Love, Oh Boy Records
- 1986 German Afternoons, Oh Boy Records
- 1988 John Prine Live, Oh Boy Records
- 1999 In Spite of Ourselves, Oh Boy Records
- 2000 Souvenirs, Oh Boy Records

Peter Rowan (en)
- 1982 Walls of Time, Sugar Hill Records
- 1985 The First WhipporWill, Sugar Hill Records
- 1996 Bluegrass Boys, Sugar Hill Records

Townes Van Zandt
- 1987 At my window, Sugar Hill Records (co-produced with Jack Clement)

Jerry Jeff Walker
- 1987 : Gypsy Songman, Tried & True/Rykodisc Records
- 1989 : Live at Gruene Hall, Tried & True/Rykodisc Records